# Carrot Top
（意为“胡萝卜头”）是斯科特·汤普森（1965年2月25日—）的艺名。是美国的栋笃笑喜剧表演者、演员，因一头闪亮的紅髮、道具喜剧、自嘲式幽默而闻名。